# Tư vấn và chuẩn thuận
Tư vấn và chuẩn thuận (tiếng Anh: advice and consent) là một cụm từ xuất phát từ Anh thường được sử dụng trong tiến trình ban hành một dự luật hoặc trong các bối cảnh do pháp luật quy định. Nó thường xuất hiện trong hai tình huống: khi cơ quan hành pháp yếu của chính phủ ban hành một đạo luật đã được cơ quan lập pháp chấp thuận trước đó hoặc khi cơ quan lập pháp đồng tình và phê duyệt một đạo luật đã được ban hành trước đó bởi cơ quan hành pháp mạnh.

## Tổng quan
Khái niệm này ra đời để kiểm soát quyền lực của Nhánh Chính phủ bằng cách yêu cầu sự đồng tình của một nhánh khác đối với các đạo luật hoặc hành động mà nhánh chính phủ đề xuất. Cụm từ này thường được sử dụng trong các hệ thống hành pháp yếu, nơi mà nguyên thủ quốc gia có ít quyền lực thực tế, và trên thực tế, phần quan trọng nhất của tiến trình thông qua luật là khi cơ quan lập pháp thông qua luật ấy. Cũng có một vài ngoại lệ như Hoa Kỳ, khi mà Tư vấn và chuẩn thuận thực ra là tiến trình để chuẩn thuận một cá nhân do một cá nhân khác (như Tổng thống,...) đề cử.

## Vương quốc Anh
Tại Vương quốc Anh, một nước quân chủ lập hiến, các dự luật:
ĐƯỢC BỔ SUNG bởi Nữ hoàng, bởi và với sự tư vấn và xác nhận của các Quý tộc Tinh thần và Trần tục, cùng các Thứ dân nghị sĩ, trong Quốc hội hiện thời, và bởi các cơ quan quyền lực tương tự, như sau:

Tiến trình này nhấn mạnh rằng mặc dù về mặt pháp lý, dự luật được Quân chủ Anh (cụ thể là do Nữ hoàng ban hành), nhưng không cần thông qua ý kiến của bà mà cần thông qua ý kiến của Nghị viện, luật mới được tạo ra.

## Hoa Kỳ
Tại Hoa Kỳ, tư vấn và chuẩn thuận là quyền lực của Thượng viện Hoa Kỳ để tham vấn và thông qua các hiệp ước được ký kết và các đề cử từ Tổng thống, bao gồm Bộ trưởng Nội các, Thẩm phán Liên bang, Các quan chức của Lực lượng vũ trang, Luật sư Hoa Kỳ, Đại sứ và các chức vụ khác. Quyền lực này cũng xuất hiện ở một số Thượng viện Tiểu bang, được tham vấn và thông qua các đề cử khác nhau từ Thống đốc Tiểu bang, bao gồm một số quan chức toàn tiểu bang, các Lãnh đạo của các Cơ quan trong Nội các Thống đốc và Thẩm phán Tiểu bang (ở một số tiểu bang).

### Hiến định
Tư vấn và chuẩn thuận lần đầu xuất hiện trong Hiến pháp Hoa Kỳ tại Điều II, Mục 2, Khoản 2, đề cập đến vai trò của Thượng viện trong việc ký kết và phê chuẩn các hiệp ước. Thuật ngữ này sau đó được sử dụng một lần nữa, để mô tả vai trò của Thượng viện trong việc thông qua các Quan chức được quy định, ngay sau điều khoản quy định quyền của tổng thống trong việc đề cử các quan chức. Điều II, Mục 2, Khoản 2 của Hiến pháp Hoa Kỳ quy định:
[Tổng thống] có Quyền lực, qua sự Tư vấn và xác nhận của Thượng viện, để thông qua các Hiệp ước, với điều kiện 2/3 số Thượng nghị sĩ có mặt đồng tình; và ông [Tổng thống] sẽ đề cử, với sự Tư vấn và xác nhận của Thượng viện, sẽ bổ nhiệm các Đại sứ, các Bộ trưởng và Lãnh sự công khác, các Thẩm phán Tòa án Tối cao, và tất cả các viên chức khác của Hoa Kỳ, những người được bổ nhiệm không theo quy định trong văn bản này, dù sẽ được thành lập theo Luật: Quốc hội có thể cho phép bổ nhiệm các viên chức cấp thấp hơn, theo họ nghĩ là phù hợp cho chỉ riêng Tổng thống, cho Tòa án Luật, hoặc trong các Lãnh đạo bộ.— Điều II, Mục 2, Khoản 2 của Hiến pháp Hoa Kỳ

Khoản này được viết tại Hội nghị Lập hiến như một phần của thỏa hiệp liên quan đến sự cân bằng quyền lực trong Chính quyền liên bang. Nhiều đại biểu thích phát triển một nhánh hành pháp mạnh mẽ được lãnh đạo bởi Tổng thống, nhưng một số đại biểu khác lo ngại quyền lực này làm cho Tổng thống độc tài, thậm chí có thể chỉ đạo cả Quốc hội. Do đó, Tổng thống phải có được sự tư vấn và chuẩn thuận của Thượng viện để bổ nhiệm một cá nhân vào các vị trí Liên bang, nhằm đạt được mục tiêu: Nhánh hành pháp có thể phát triển mạnh mẽ mà không độc tài.
Đề cử duy nhất cần đa số phiếu ở cả hai viện trong Quốc hội Hoa Kỳ là đề cử Phó Tổng thống. Trước đây, Tổng thống không có quyền đề cử Phó Tổng thống, phải đến khi Tu chính án thứ 25 được thông qua, Tổng thống mới có quyền lực này.

### Lịch sử phát triển
Trong khi một số Nhà lập pháp của Hiến pháp Hoa Kỳ, chẳng hạn như Thomas Jefferson và James Madison, tin rằng sự tư vấn của Thượng viện nên diễn ra sau khi Tổng thống đề xuất,  trong khi Roger Sherman tin rằng sự tư vấn nên diễn ra trước khi đề xuất có thể hữu ích hơn. Tổng thống George Washington cho rằng sự tư vấn trước khi đề xuất được phép diễn ra nhưng không bắt buộc. Quan điểm cho rằng sự tư vấn trước khi đề cử là quan điểm đã góp phần làm phần "tư vấn" và phần "chuẩn thuận" trở nên đồng nhất, mặc dù một số Tổng thống đã tham khảo ý kiến không chính thức với các Thượng nghị sĩ về các đề cử và hiệp ước.

### Hiện đại
Thông thường, một Phiên Điều trần của Quốc hội được tổ chức để chất vấn một cá nhân được đề cử trước khi Ủy ban bỏ phiếu. Nếu đề xuất được ủy ban chấp thuận, đề xuất sẽ được đưa đến toàn thể Thượng viện để bỏ phiếu chuẩn thuận. Thực tế, việc Thượng viện xem xét để thông qua chính là đang thực thi quyền lực "tư vấn và chuẩn thuận".   Đối với các bổ nhiệm, đa số Thượng nghị sĩ có mặt là cần thiết để thông qua đề nghị "tư vấn và chuẩn thuận". Trước đây, một nhóm "cản trở" xảy ra sẽ yêu cầu ba phần năm số phiếu để thông qua, cũng như các chiến thuật trì hoãn tương tự khác, đã từng được sử dụng để yêu cầu số phiếu bầu cao hơn để thông qua trong quá khứ.
Vào ngày 21 tháng 11 năm 2013, Đảng Dân chủ, dưới sự lãnh đạo của Harry Reid, đã thông qua sự bất đồng của một đề cử với một đa số phiếu đơn giản để thay đổi các quy tắc. Do tiền lệ đã thay đổi, các ứng cử viên tư pháp cho các tòa án liên bang và các đề cử hành pháp của tổng thống có thể được thông qua với đa số phiếu đơn giản của Thượng viện. Tuy nhiên, tiền lệ này không được Reid áp dụng cho các ứng cử viên Thẩm phán Tòa án Tối cao.
Vào tháng 4 năm 2017, Đảng Cộng hòa, do Mitch McConnell lãnh đạo, đã sử dụng lựa chọn hạt nhân để vượt qua sự phản đối của Đảng Dân chủ đối với đề cử Thẩm phán Tòa án Tối cao Neil Gorsuch, bất chấp điều có thể Đảng Dân chủ đã có thể thành công loại bỏ bằng phương pháp "cản trở", như vậy tiền lệ đa số đơn giản mà Reid không áp dụng cho Thẩm phán Tòa án Tối cao giờ đây đã được áp dụng bởi tiền lệ mà McConnell tạo ra.